# سیسیمیوت
سیسیمیوت (به لاتین: Sisimiut)يک شهر میباشد که واقع در کشور گرینلند است.

## خصوصیات
سیسیمیوت ۵٬۵۹۸ نفر جمعیت دارد.

## خواهرخوانده
شهرهای شهر البرتس‌لاند، Klaksvík، Whitstable و Albertslund خواهرخوانده‌های سیسیمیوت هستند.